# Tsnori
Tsnori (en georgiano: წნორი) es una ciudad en el sureste de Georgia, ubicada en el centro de la región de Kajetia y siendo parte del municipio de Signagi. 

## Toponimia
El nombre de la ciudad proviene de la palabra georgiana tsnori, que se traduce como “sauce”, ya que en este lugar crecían una gran cantidad de estos árboles. 

## Geografía
Tsnori se encuentra en el valle del Alazani, a 6 km de Signagi. 

### Clima
Tsnori tiene un clima subtropical húmedo, con inviernos moderadamente fríos y veranos calurosos. La temperatura media anual es de 12,6 °C, (en enero es de 0,1 °C y en julio de 24,4 °C). La mínima absoluta es de -25 °C y la máxima absoluta 40 °C.

## Historia
El 17 de octubre de 1938 Tsnori recibió el estatus de asentamiento de tipo urbano y hasta ese día el lugar era conocido como el pueblo de Sakobosubani (en georgiano: საქობოსუბანი). En 1965, Tsnori pasó a ser una ciudad.  

## Demografía
La evolución demográfica de Tsnori entre 1939 y 2022 fue la siguiente:
| 1789                                            | 6010 | 2809 | 2517 | 2912 | 6066 | 4815 | 4796 |
| (Fuente: Population of Georgia in Soviet times) |      |      |      |      |      |      |      |

Según el censo de 2014, los georgianos constituían el 93,6% de la población, los rusos el 1,7% y los armenios, el 1,6%.

## Economía
Los residentes se dedican a la viticultura, la ganadería y la piscicultura. Anteriormente aquí funcionaban una fábrica de mecánica, conservas, pinturas y barnices, asfalto y cinco fábricas de vino.

## Infraestructura

### Arquitectura, monumentos y lugares de interés
Las excavaciones arqueológicas en Tsnori han revelado grupos de kurganes que contienen los túmulos funerarios más elaborados entre las culturas de kurganes de la Edad del Bronce temprana del sur del Cáucaso.El hallazgo más importante es la escultura de un león de 5,2 centímetros de altura hecha de oro fundido.

### Educación
Hay cinco escuelas en la ciudad. 

### Transporte
Tsnori estaba conectada con Tiflis y Telavi por ferrocarril y había una estación de ferrocarril en la ciudad. La estación está actualmente inactiva.En 1981-1993 funcionó también el teleférico Tsnori-Signagi.